# Japan op de Olympische Winterspelen 1972
Tijdens de Olympische Winterspelen van 1972, die in Sapporo werden gehouden, nam het gastland, Japan, voor de negende keer deel.

## Medailleoverzicht
| Sport          | Olympiër       | Discipline         | Medaille |
| -------------- | -------------- | ------------------ | -------- |
| Schansspringen | Yukio Kasaya   | normale schans (m) | Goud     |
| Schansspringen | Akitsugu Konno | normale schans (m) | Zilver   |
| Schansspringen | Seiji Aochi    | normale schans (m) | Brons    |

## Deelnemers en resultaten

### Alpineskiën
| Olympiër            | Discipline       | Resultaat | Prestatie                       |
| ------------------- | ---------------- | --------- | ------------------------------- |
| Haruhisa Chiba      | reuzenslalom (m) | 19e       | 3.17,23 (+7,61) 1.36,36+1.40,87 |
| Haruhisa Chiba      | slalom (m)       | dnf       | opgave                          |
| Toshimasa Furukawa  | slalom (m)       | dq        | diskwalificatie                 |
| Masami Ichimura     | reuzenslalom (m) | 15e       | 3.15,34 (+5,72) 1.35,77+1.39,57 |
| Masami Ichimura     | slalom (m)       | 17e       | 1.54,83 (+5,56) 57,58+57,25     |
| Masayoshi Kashiwagi | reuzenslalom (m) | dq        | diskwalificatie                 |
| Masayoshi Kashiwagi | slalom (m)       | 18e       | 1.56,61 (+7,34) 1.00,19+56,42   |
| Masahiko Otsue      | afdaling (m)     | 35e       | 1.59,55 (+8,12)                 |
| Masahiko Otsue      | reuzenslalom (m) | dq        | diskwalificatie                 |
| Sumihiro Tomii      | afdaling (m)     | 22e       | 1.55,34 (+3,91)                 |
|                     |                  |           |                                 |
| Miyuki Katagiri     | afdaling (v)     | 35e       | 1.44,10 (+7,42)                 |
| Miyuki Katagiri     | reuzenslalom (v) | 30e       | 1.39,11 (+9,21)                 |
| Miyuki Katagiri     | slalom (v)       | dnf       | opgave                          |
| Mitsuyo Nagumo      | afdaling (v)     | 32e       | 1.43,07 (+6,39)                 |
| Mitsuyo Nagumo      | reuzenslalom (v) | dq        | diskwalificatie                 |
| Mitsuyo Nagumo      | slalom (v)       | dnf       | opgave                          |
| Emiko Okazaki       | afdaling (v)     | 41e       | 1.48,85 (+12,17)                |
| Emiko Okazaki       | reuzenslalom (v) | 32e       | 1.40,37 (+10,47)                |
| Emiko Okazaki       | slalom (v)       | 13e       | 1.39,53 (+8,29) 50,06+49,47     |
| Harue Okitsu        | afdaling (v)     | 40e       | 1.45,37 (+8,69)                 |
| Harue Okitsu        | reuzenslalom (v) | 22e       | 1.35,33 (+5,43)                 |
| Harue Okitsu        | slalom (v)       | 16e       | 1.40,67 (+9,43) 50,55+50,12     |

### Biatlon
| Olympiër                                          | Discipline             | Resultaat | Prestatie                                                                                            |
| ------------------------------------------------- | ---------------------- | --------- | --- |
| Miki Shibuya                                      | 20 km (m)              | 17e       | 1:21.57,27 (+6.01,77) pen.: 5                                                                        |
| Shozo Sasaki                                      | 20 km (m)              | 23e       | 1:23.05,54 (+7.10,04) pen.: 5                                                                        |
| Isao Ono                                          | 20 km (m)              | 25e       | 1:23.26,83 (+7.31,33) pen.: 7                                                                        |
| Kazuo Sasakubo                                    | 20 km (m)              | 38e       | 1:28.07,43 (+12.11,93) pen.: 9                                                                       |
| Isao Ono Shozo Sasaki Miki Shibuya Kazuo Sasakubo | 4x7,5 km estafette (m) | 8e        | 1:59.09,48 (+7.24,56) pen.: 5-18 (0-5 / 5-6 / 0-2 / 0-5) (27.35,73 / 33.46,08 / 27.59,80 / 29.47,87) |

### Bobsleeën
| Olympiër                                                      | Discipline             | Resultaat | Prestatie                                                |
| ------------------------------------------------------------- | ---------------------- | --------- | -------------------------------------------------------- |
| Susumu Esashika Kazumi Abe                                    | 2-mansbob (m) Japan I  | 15e       | 5.06,59 (+9,52) (1.18,13 / 1.16,43 / 1.15,17 / 1.16,86)  |
| Akihiko Suzuki Rikio Sato                                     | 2-mansbob (m) Japan II | 21e       | 5.11,91 (+14,84) (1.18,98 / 1.18,46 / 1.15,63 / 1.18,84) |
| Susumu Esashika Kazumi Abe Rikio Sato Yoshiyuki Ichihashi     | 4-mansbob (m) Japan I  | 12e       | 4.47,92 (+4,85) (1.11,51 / 1.12,99 / 1.11,42 / 1.12,00)  |
| Toshihisa Nagata Hiroshi Inaba Koichi Sugawara Akihiko Suzuki | 4-mansbob (m) Japan II | dq        | diskwalificatie                                          |

### Kunstrijden
| Olympiër                        | Discipline | Resultaat | Prestatie                |
| ------------------------------- | ---------- | --------- | ------------------------ |
| Yutaka Higuchi                  | mannen     | 16e       | pc. 140,0; 2309,7 punten |
| Kazumi Yamashita                | vrouwen    | 10e       | pc. 93,0; 2449,9 punten  |
| Kotoe Nagasawa Hiroshi Nagakubo | paarrijden | 16e       | pc. 144,0; 345,5 punten  |

### Langlaufen
| Olympiër                                                     | Discipline            | Resultaat | Prestatie              |
| ------------------------------------------------------------ | --------------------- | --------- | ---------------------- |
| Seiji Kudo                                                   | 30 km (m)             | 44e       | 1:47.00,40 (+10.29,25) |
| Seiji Kudo                                                   | 50 km (m)             | 29e       | 2:57.42,62 (+14.27,87) |
| Motoharu Matsumura                                           | 15 km (m)             | 51e       | 50.43,76 (+5.15,52)    |
| Motoharu Matsumura                                           | 50 km (m)             | dnf       | opgave                 |
| Akiyoshi Matsuoka                                            | 15 km (m)             | 43e       | 49.50,72 (+4.22,48)    |
| Tomio Okamura                                                | 30 km (m)             | 47e       | 1:47.50,22 (+11.19,07) |
| Kunio Shibata                                                | 15 km (m)             | 41e       | 49.38,95 (+4.10,71)    |
| Kunio Shibata                                                | 30 km (m)             | 23e       | 1:42.30,83 (+5.59,68)  |
| Hideo Tanifuji                                               | 15 km (m)             | 37e       | 49.06,97 (+3.38,73)    |
| Hideo Tanifuji                                               | 30 km (m)             | 37e       | 1:45.37,13 (+9.05,98)  |
| Hideo Tanifuji Kunio Shibata Akiyoshi Matsuoka Tomio Okamura | 4x10 km estafette (m) | 10e       | 2:13.59,14 (+9.11,20)  |
|                                                              |                       |           |                        |
| Akiko Akasaka                                                | 5 km (v)              | 43e       | 19.49,74 (+2.49,24)    |
| Harumi Imai                                                  | 5 km (v)              | 38e       | 19.05,73 (+2.05,23)    |
| Harumi Imai                                                  | 10 km (v)             | 37e       | 39.33,13 (+5.15,31)    |
| Tokiko Ozeki                                                 | 5 km (v)              | 37e       | 19.00,82 (+2.00,32)    |
| Tokiko Ozeki                                                 | 10 km (v)             | 33e       | 38.07,24 (+3.49,42)    |
| Hideko Saito                                                 | 10 km (v)             | 38e       | 39.51,61 (+5.33,79)    |
| Hiroko Takahashi                                             | 5 km (v)              | 34e       | 18.32,75 (+1.32,25)    |
| Hiroko Takahashi                                             | 10 km (v)             | 25e       | 36.53,84 (+2.36,02)    |
| Tokiko Ozeki Hiroko Takahashi Hideko Saito                   | 3x5 km estafette (v)  | 9e        | 53.20,75 (+4.34,60)    |

### Noordse combinatie
| Olympiër        | Discipline | Resultaat | Prestatie                                       |
| --------------- | ---------- | --------- | ----------------------------------------------- |
| Yuji Katsuro    | mannen     | 5e        | 390,200 punten schans: 195,1 p 15 km: 195,100 p |
| Hideki Nakano   | mannen     | 13e       | 375,055 punten schans: 220,5 p 15 km: 154,555 p |
| Kazuo Araya     | mannen     | 15e       | 374,040 punten schans: 199,7 p 15 km: 174,340 p |
| Nobutaka Sasaki | mannen     | 24e       | 359,945 punten schans: 190,3 p 15 km: 169,645 p |

### Rodelen
| Olympiër                        | Discipline | Resultaat | Prestatie                                       |
| ------------------------------- | ---------- | --------- | ----------------------------------------------- |
| Masako Eguchi                   | mannen     | 18e       | 3.33,81 (+6,23) (54,09 / 53,37 / 52,78 / 53,57) |
| Kazuaki Ichikawa                | mannen     | 20e       | 3.34,99 (+7,41) (54,09 / 54,21 / 53,29 / 53,40) |
| Masatoshi Kobayashi             | mannen     | 24e       | 3.34,39 (+6,81) (53,30 / 54,43 / 53,00 / 53,66) |
| Satoru Arai                     | mannen     | 26e       | 3.37,31 (+9,73) (54,76 / 55,07 / 53,75 / 53,73) |
| Yuko Otaka                      | vrouwen    | 5e        | 3.00,98 (+1,80) (45,21 / 45,65 / 45,39 / 44,73) |
| Hiroko Shibuya                  | vrouwen    | 13e       | 3.04,45 (+5,27) (46,66 / 46,41 / 45,89 / 45,49) |
| Miyako Kawase                   | vrouwen    | 19e       | 3.08,10 (+8,92) (47,93 / 47,31 / 46,72 / 46,14) |
| Satoru Arai Masatoshi Kobayashi | dubbel     | 4e        | 1.29,63 (+1,28) (44,73 / 44,90)                 |
| Masako Eguchi Kazuaki Ichikawa  | dubbel     | 18e       | 1.33,56 (+5,21) (46,93 / 46,63)                 |

### Schaatsen
| Olympiër        | Discipline   | Resultaat | Prestatie         |
| --------------- | ------------ | --------- | ----------------- |
| Takayuki Hida   | 500 m (m)    | 13e       | 40,62 (+1,18)     |
| Norio Hirate    | 500 m (m)    | 17e       | 41,08 (+1,64)     |
| Kiyomi Ito      | 1500 m (m)   | 22e       | 2.11,96 (+9,00)   |
| Kiyomi Ito      | 5000 m (m)   | 13e       | 7.45,96 (+22,35)  |
| Kiyomi Ito      | 10.000 m (m) | 10e       | 15.48,17 (+46,82) |
| Mutsuhiko Maeda | 1500 m (m)   | 20e       | 2.11,09 (+8,13)   |
| Osamu Naito     | 5000 m (m)   | 16e       | 7.56,97 (+33,36)  |
| Osamu Naito     | 10.000 m (m) | 12e       | 15.52,93 (+51,58) |
| Keiichi Suzuki  | 500 m (m)    | 19e       | 41,28 (+1,84)     |
| Masaki Suzuki   | 500 m (m)    | 8e        | 40,35 (+0,91)     |
|                 |              |           |                   |
| Akiko Aruga     | 3000 m (v)   | 18e       | 5.22,60 (+30,46)  |
| Kaname Ide      | 1500 m (v)   | 18e       | 2.28,34 (+7,49)   |
| Kaname Ide      | 3000 m (v)   | 16e       | 5.17,30 (+25,16)  |
| Satomi Koike    | 1500 m (v)   | 11e       | 2.25,16 (+4,31)   |
| Satomi Koike    | 3000 m (v)   | 12e       | 5.09,21 (+17,07)  |
| Yoshiko Onozawa | 500 m (v)    | 21e       | 46,70 (+3,37)     |
| Yoshiko Onozawa | 1000 m (v)   | 28e       | 1.36,99 (+5,59)   |
| Sachiko Saito   | 500 m (v)    | 9e        | 45,35 (+2,02)     |
| Sachiko Saito   | 1000 m (v)   | 18e       | 1.35,12 (+3,72)   |
| Emiko Taguchi   | 1000 m (v)   | 15e       | 1.34,40 (+3,00)   |
| Emiko Taguchi   | 1500 m (v)   | 17e       | 2.28,19 (+7,34)   |

### Schansspringen
| Olympiër         | Discipline         | Resultaat | Prestatie                                          |
| ---------------- | ------------------ | --------- | -------------------------------------------------- |
| Seiji Aochi      | normale schans (m) | Brons     | 229,5 punten 123,3 p. (83,5 m) + 106,2 p. (77,5 m) |
| Takashi Fujisawa | normale schans (m) | 23e       | 207,8 punten 117,8 p. (81,0 m) + 90,0 p. (68,0 m)  |
| Takashi Fujisawa | grote schans (m)   | 14e       | 197,1 punten 107,2 p. (95,5 m) + 89,9 p. (86,0 m)  |
| Hiroshi Itagaki  | grote schans (m)   | 19e       | 183,1 punten 96,0 p. (90,0 m) + 87,1 p. (84,0 m)   |
| Yukio Kasaya     | normale schans (m) | Goud      | 244,2 punten 126,6 p. (84,0 m) + 117,6 p. (79,0 m) |
| Yukio Kasaya     | grote schans (m)   | 7e        | 209,4 punten 124,9 p. (106,0 m) + 84,5 p. (85,0 m) |
| Akitsugu Konno   | normale schans (m) | Zilver    | 234,8 punten 120,2 p. (82,5 m) + 114,6 p. (79,0 m) |
| Akitsugu Konno   | grote schans (m)   | 12e       | 199,1 punten 109,7 p. (98,0 m) + 89,4 p. (88,5 m)  |

### IJshockey
| Olympiër | Discipline | Resultaat | Prestatie |
| --- | ---------- | --------- | --- |
| Toshimitsu Otsubo Tsutomu Hanzawa Minoru Misawa Hiroshi Hori Iwao Nakayama Takeshi Akiba Fumio Yamazaki Keiji Tsuburai Minoru Ito Toshie Honma Yasushio Tanaka Hideaki Kurokawa Takao Hikigi Koji Iwamoto Isao Kakihara Toru Okajima Yoshio Hoshino Osamu Wakabayashi Hideo Suzuki | mannen     | 9e        | kwalificatieronde: 2 - 8 Japan - Tsjecho-Slowakije B-groep (7e-11e plaats): 3 - 3 Japan - Zwitserland 3 - 2 Japan - Joegoslavië 4 - 5 Japan - Noorwegen 7 - 6 Japan - Bondsrepubliek Duitsland |

Argentinië · Australië · België · Bondsrepubliek Duitsland · Bulgarije · Canada · Duitse Democratische Republiek · Filipijnen · Finland · Frankrijk · Griekenland · Groot-Brittannië · Hongarije · Iran · Italië · Japan · Joegoslavië · Libanon · Liechtenstein · Mongolië · Nederland · Nieuw-Zeeland · Noord-Korea · Noorwegen · Oostenrijk · Polen · Roemenië · Sovjet-Unie · Spanje · Taiwan · Tsjecho-Slowakije · Verenigde Staten · Zuid-Korea · Zweden · Zwitserland